# コナン2世 (ブルターニュ公)

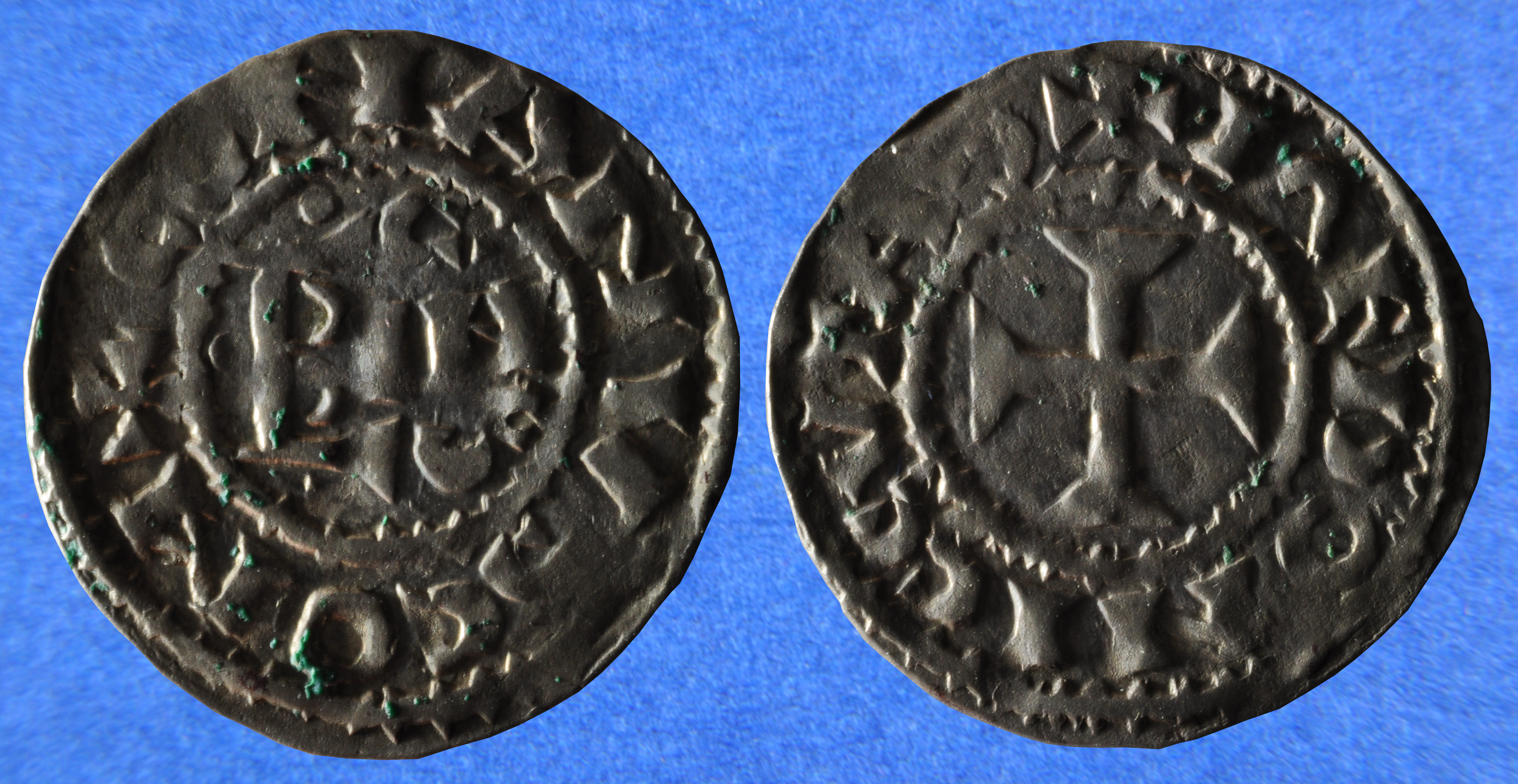
コナン2世のコイン

コナン2世 （Conan II de Bretagne、1033年頃 - 1066年12月11日）は、ブルターニュ公。アラン3世とベルト・ド・ブロワの長男で、レンヌ家の一員である。

## 生涯
1040年に父が死に、幼くして公位についたコナン2世は、ブルターニュ公として統治を行うのに一連の困難に直面していた。ノルマンディー公国との同盟において祖父ジョフロワ1世が行った試みが、国境での小競り合いを減少させていた。叔父エオンがコナン2世の公位継承に挑戦し、コナン2世はブルトン人貴族からの反乱に直面していた。
コナン2世の公位継承はエオンによって奪われた。エオンは幼少のコナンにかわって摂政としてブルターニュを支配したのである。コナンが成人すると、エオンは自らの権限を放棄することを拒否した。1057年、コナンは叔父を捕らえ、鎖でつなぎ監禁した。
コナン2世として即位すると、彼は貴族の反乱を含む多くの脅威に直面した。反乱側を支援していたのは、ノルマンディー公ギヨーム（のちにイングランド王となる）であった。独立したケルト人の公国であるブルターニュは、隣接するノルマンディーと歴史的な敵対関係にあった。1064年から1065年におきたブルトン＝ノルマン戦争は、ギヨームがドルの貴族リヴァヨンをそそのかして反コナン2世反乱を起こさせたのをきっかけにしている。
1065年、ギヨームがアングロサクソン朝イングランドへ侵攻する前、ギヨームはブルターニュを含む周辺諸国に文書を送った。彼の使命にはローマ教皇の旗印が使わされているという理由で、ギヨームの領土に対しての攻撃を警戒するものだった。しかし、コナンは速やかに、間違いなくノルマンディーに侵攻するとギヨームに伝えた。ブルターニュとアンジューの歴史の中で、プアンセ（メーヌ＝エ＝ロワール県のコミューン）はマルシュ・ド・ブルターニュ（ブルターニュ辺境領）または国境の町であった。1066年にコナンはアンジューに侵攻し、プアンセとスグレを陥落させ、シャトー＝ゴンティエへ到着した。コナンはこの地で毒殺された。ギヨームにそそのかされた裏切り者の手によるものだと、広く疑われた。
コナンはまた、1066年のイングランド侵攻への協力をギヨームに求められていたが、1040年の父アラン3世の死はノルマン人による毒殺だったとしてこれを拒否している。

## 後継者
コナン2世は子孫を残さなかった。彼は毒が塗られた手袋を着用したため死んだ可能性がある。彼が手袋で口をぬぐったとき、毒を飲み込んでしまったのである。コナン2世の死後、妹アヴォワーズがブルターニュ公となった。アヴォワーズのコルヌアイユ伯オエルとの結婚は、コナンの死によって公国の東西を統合し安定させる政治的な動きであったのかもしれない。